# Christopher Blake
Christopher John Blake (* 13. Juni 1953) ist ein australischer Bogenschütze.
Blake trat bei zwei Olympischen Spielen an. 1984 in Los Angeles wurde er im Einzel 31. Bei den Spielen 1988 in Seoul wurde er mit der Mannschaft 13., während er sich im Einzelbewerb als 41. nicht im Vorderfeld platzieren konnte. In den Jahren 1981, 1987 und 1989 vertrat Blake Australien bei den Weltmeisterschaften.